# Seznam mest na Tajskem
Seznam mest na Tajskem je razdeljen na:
- Nakhon: več kot 50.000 prebivalcev, gostota prebivalcev večja od 3.000 na km²
- Mueang: več kot 10.000 prebivalcev, gostota prebivalcev večja od 3.000 na km² ali prestolnica province
- Tambon thetsaban: več kot 7.000 prebivalcev, gostota prebivalcev večja od 1.500 na km²

Prestolnica Bangkok in posebno mesto Pattaya ne spadata v nobeno od teh treh skupin.

## Nakhon
| - Chiang Mai - Chiang Rai - Hat Yai - Khon Kaen - Lampang - Nakhon Pathom - Nakhon Ratchasima - Nakhon Sawan - Nakhon Si Ayutthaya - Nakhon Si Thammarat - Nonthaburi | - Pak Kret - Phitsanulok - Phuket - Rayong - Sakon Nakhon - Samut Prakan - Samut Sakhon - Songkhla - Surat Thani - Trang - Ubon Ratchathani - Udon Thani - Yala |

## Mueang
| - Amnat Charoen - Ang Thong - Aranyaprathet - Ayutthaya - Ban Bueng - Ban Chang - Ban Mi - Ban Phru - Ban Pong - Bang Bua Thong - Bang Kruai - Bang Mun Nak - Betong - Bua Yai - Buri Ram - Cha-am - Chachoengsao - Chai Nat - Chaiyaphum - Chanthaburi - Chon Buri - Chum Phae - Chum Saeng - Chumphon - Hua Hin - Kalasin - Kamphaeng Phet - Kanchanaburi - Kantang - Kantharalak - Khelang Nakhon - Khlong Luang - Khlung - Khu Khot - Krabi - Krathum Baen | - Lamphun - Lang Suan - Lat Luang - Loei - Lom Sak - Lop Buri - Mae Hong Son - Mae Sot - Maha Sarakham - Map Ta Phut - Mueang Phon - Mukdahan - Na San - Nakhon Phanom - Nakhon Nayok - Nan - Narathiwat - Nong Bua Lamphu - Nong Khai - Pa Tong - Padang Besa - Pak Chong - Pak Phanang - Pathum Thani - Pattani - Phanat Nikhom - Phang Nga - Phayao - Phetchabun - Phetchaburi - Phibun Mangsahan - Phichit - Photharam - Phrae - Phra Pradaeng - Prachin Buri | - Prachuap Khiri Khan - Ratchaburi - Rangsit - Ranong - Roi Et - Sa Kaeo - Sadao - Saen Suk - Samut Songkhram - Sanan Rak - Saraburi - Satun - Sawankhalok - Sena - Sing Buri - Si Racha - Si Sa Ket - Sukhothai - Su-ngai Kolok - Suphan Buri - Surin - Tak - Takua Pa - Taphan Hin - Tha Bo - Tha Kham - Tha Khlong - Tha Ruea Phra Thaen - Thung Song - Trat - Uthai Thani - Uttaradit - Warin Chamrap - Yasothon |